# جوستاين غولبراندسن
جوستاين غولبراندسن هو عازف جاز وملحن نرويجي، ولد في 19 أكتوبر 1976 في نامسوس في النرويج.

## وصلات خارجية
- جوستاين غولبراندسن على موقع ميوزك برينز (الإنجليزية)